# Бијело Борје
Бијело Борје је насељено мјесто у општини Вареш, Босна и Херцеговина.
|                      | 2013.       | 1991.       |
| Укупно               | 16 (100,0%) | 46 (100,0%) |
| Хрвати               | 13 (81,25%) | 38 (82,61%) |
| Бошњаци              | 1 (6,250%)  | 0 (0,000%)1 |
| Босанци и Херцеговци | 1 (6,250%)  | –           |
| Остали               | 1 (6,250%)  | –           |
| Срби                 | –           | 7 (15,22%)  |
| Југословени          | –           | 1 (2,174%)  |

1. 1 На пописима од 1971. до 1991. Бошњаци су пописивани углавном као Муслимани.